# Baia di Baffin
La baia di Baffin (in inglese: Baffin Bay) è un tratto di mare compreso tra l'Oceano Atlantico e l'Oceano Artico. Misura 1130 km (702 miglia) da nord a sud. Per la maggior parte dell'anno non è navigabile per la consistente presenza di grossi iceberg.

## Storia

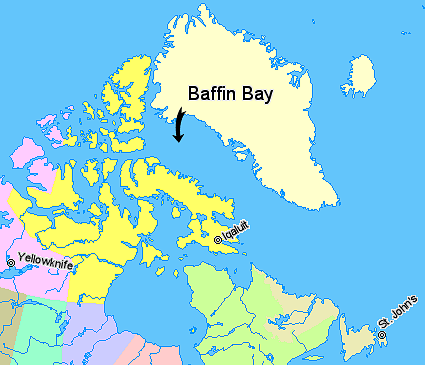
Posizione

Nel 1585 l'esploratore inglese John Davis fu il primo europeo a navigare all'interno della baia. William Baffin compì cinque spedizioni verso l'artico raggiungendo la Baia di Baffin nel 1616.
Durante questi viaggi provò che il passaggio a nord-ovest non attraversava la zona della baia di Hudson.

## Posizione geografica
La baia di Baffin è un tratto dell'oceano artico delimitato dall'isola di Baffin a sud ovest, dalla Groenlandia a nord est e dall'Isola di Ellesmere a nord ovest. Si congiunge all'Oceano Atlantico tramite lo stretto di Davis e all'oceano Artico tramite i tanti piccoli canali dello stretto di Nares.
Si può considerare una continuazione della parte nord-occidentale dell'Atlantico settentrionale e del mare del Labrador.

## Fauna
Nella baia di Baffin vivono circa 120.000 balene beluga, che si nutrono di piccoli pesci e crostacei. Questi animali rischiano di rimanere incastrati tra i ghiacci e di perire per altri fattori ambientali. All'estremo più settentrionale della baia di Baffin, possono essere presenti esemplari di Foca della Groenlandia (Phoca Groenlandica).